# Allopathes desbonni
Allopathes desbonni är en korallart som först beskrevs av Duchassaing och Giovanni Michelotti 1864.  Allopathes desbonni ingår i släktet Allopathes och familjen Antipathidae. Inga underarter finns listade i Catalogue of Life.